# Самак, Веле
Веле Самак (Самаковский) (макед. Веле Самак (Самаковски); родился 11 августа 1974 в Прилепе, Социалистическая Республика Македония, СФРЮ) — македонский государственный деятель, министр без портфеля Республики Македония.

## Образование
Веле Самак получил степень бакалавра в области экономики в 1996 году в Чикагском университете. Степень магистра получил в 2005 году в Школе Уортона Пенсильванского университета.
Владеет английским, сербским, хорватским и немецким языками.

## Карьера
До назначения в правительство работал в финансовой компании «Citigroup», затем в корпорации «Microsoft».
27 августа 2006 года стал министром без портфеля, ответственным за привлечение иностранных инвестиций в правительстве Республики Македония.

## Семья
Веле Самак женат и имеет дочь Калину Анастасию (род.2000).